# Gulenia borealis
Gulenia borealis is een slakkensoort uit de familie van de Coryphellidae. De wetenschappelijke naam van de soort werd voor het eerst geldig gepubliceerd in 1922 door Odhner als Coryphella borealis.